# Binghamia (bướm)
Binghamia là một chi bướm ngày thuộc họ Bướm nâu.

## Các loài
- Binghamia assamica
- Binghamia kawaii
- Binghamia parrhasius
- Binghamia pila